# USA:s fjärde flotta

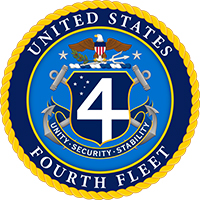
USA:s fjärde flottas vapensköld

Den amerikanska fjärde flottan är en av USA:s  numrerade flottor. Fjärde flottan är en del av USA:s Sydkommando (USSOUTHCOM). Den fjärde flottan har sitt huvudkontor vid Naval Station Mayport i Jacksonville, Florida. Det är ansvarigt för amerikanska örlogsfartyg, flygplan och ubåtar som arbetar i Karibiska havet, Atlanten och Stilla havet runt Central- och Sydamerika. Flottan grundades 1943 och var aktiv fram till 1950. Den återaktiverades igen 2008. 

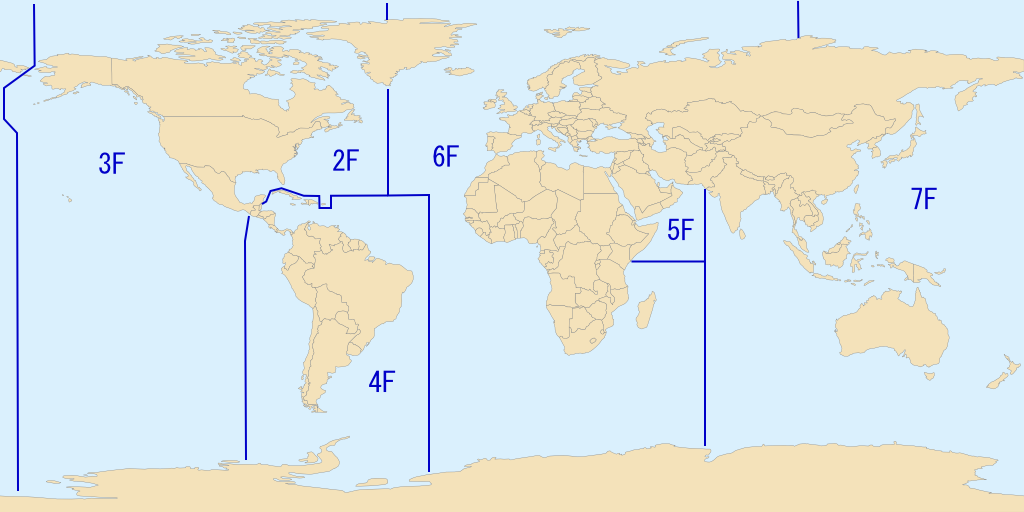
Fjärde flottans ansvarsområde, 2009.